# روبرت آنتروپوف
روبرت آنتروپوف (استونیایی: Robert Antropov؛ زادهٔ ۲۹ ژانویهٔ ۱۹۶۵) سیاستمدار و نماینده سابق مجلس اهل استونی است.